# 煌々/ホワイトランド
「煌々/ホワイトランド」（こうこう/ホワイトランド）は、tacicaの11枚目のシングル。2018年9月12日にSME Recordsから発売された。

## 概要
前作「ordinary day/SUNNY」から約5ヶ月ぶりのシングルで、通算2作目となる両A面シングル。
「煌々」は昨年秋に行なわれたtacica TOUR 2017「PLEASURE FOREST」ツアー中に4人編成での音世界のなかから生まれた楽曲で、「ホワイトランド」は北海道をイメージして制作された楽曲。今年4月に開催した「三大博物館 ~静と動の邂逅~」でのシークレットライブで披露された。
初回生産限定盤には2018年4月に開催した「三大博物館 ~静と動の邂逅~」初日マイナビBLITZ赤坂公演でのライブ音源を収録。初の試みとなったアコースティックセットからは"acaci-a"、エレキセットからは"Co.star"をセレクト。
ジャケット写真は村井達雄（Caiviar）が手掛けている。

## 収録曲

### 通常盤
1. 煌々 [5:05]
2. ホワイトランド [6:10]

### 初回生産限定盤
1. 煌々 [5:05]
2. ホワイトランド [6:15]
3. acaci-a (TOUR2018  "三大博物館 ~静と動の邂逅~"@マイナビBLITZ赤坂) [3:31]
4. Co.star (TOUR2018  "三大博物館 ~静と動の邂逅~"@マイナビBLITZ赤坂) [4:22]